# ماريو ماندجوكيتش
ماريو ماندجوكيتش (بالكرواتية: Mario Mandžukić)‏ (بالكرواتية: Mario Mandžukić)؛ مواليد 21 مايو 1986 في سلافونسكي برود) لاعب كرة قدم كرواتي سابق كان يجيد اللعب في خط الهجوم ، وحاليًا يؤدي دور مساعد المدرب ل‍منتخب كرواتيا. آخر نادي لعب له أيه سي ميلان في الدوري الإيطالي.
وهو أول لاعب كرواتي يسجل في نهائي دوري ابطال أوروبا حين سجل لفريقه بايرن ميونيخ ضد بوروسيا دورتموند في نهائي دوري أبطال أوروبا 2013 في لندن إثر تمريرة من اللاعب الهولندي آريين روبن. ويعتبر ماندجوكيتش ثاني أكثر لاعب تسجيلًا للأهداف في تاريخ المنتخب الكرواتي.

## وصلات خارجية
- ماريو ماندجوكيتش على موقع الاتحاد الدولي (مؤرشف)  (الإنجليزية)
- ماريو ماندجوكيتش على موقع الاتحاد الأوربي (الإنجليزية)
- ماريو ماندجوكيتش على موقع إي إس بي إن إف سي (الإنجليزية)
- ماريو ماندجوكيتش على موقع قاعدة بيانات كرة القدم.إي يو (الإنجليزية)
- ماريو ماندجوكيتش على موقع بيانات كرة القدم. دي إي (الألمانية)
- ماريو ماندجوكيتش على موقع ليكيب (الفرنسية)
- ماريو ماندجوكيتش على موقع ناشيونال فوتبول تيمز (الإنجليزية)
- ماريو ماندجوكيتش على موقع Soccerway.com (الإنجليزية)
- ماريو ماندجوكيتش على موقع عالم كرة القدم.نت (الإنجليزية)
- ماريو ماندجوكيتش على موقع AS.com (الإسبانية)